# John Gardner (escritor estadounidense)
John Champlin Gardner Jr. (Batavia (Nueva York), 21 de julio de 1933-Condado de Susquehanna, 14 de septiembre de 1982) fue un novelista, ensayista, crítico literario y profesor universitario estadounidense. Entre las novelas más conocidas de Gardner se encuentran Diálogos de la luz del sol, sobre un policía descontento al que se le pide que se enfrente a un loco que domina la mitología clásica; Grendel (1971), un relato de la leyenda de Beowulf desde el punto de vista del monstruo, en un contexto existencial; y Luz de octubre, sobre un hermano y una hermana amargados que viven y se pelean entre sí en la Vermont rural. Este último libro ganó el Premio del Círculo de Críticos Nacional del Libro en 1976.

## Biografía
John Champlin Gardner Jr. nació en Batavia (Nueva York) el 21 de julio de 1933, hijo de un granjero lechero y predicador laico y una profesora de inglés en una escuela local. A ambos padres les gustaba William Shakespeare y a menudo recitaban literatura juntos. Fue miembro de los Boy Scouts de América alcanzando el rango de Eagle Scout. De niño, Gardner asistió a la escuela pública y trabajó en la granja de su padre; donde en abril de 1945, Gilbert su hermano menor  murió en un accidente con una empacadora. Gardner, conducía el tractor durante el accidente mortal y cargó con la culpa de la muerte de su hermano durante toda su vida, sufriendo pesadillas y analepsis. El incidente inspiro mucha de la ficción y la crítica de Gardner, más directamente en el cuento corto "Redención", que contaba con el accidente como un impulso de inspiración artística. Gardner comenzó su educación universitaria en la Universidad DePauw, pero recibió su título universitario de la Universidad Washington en San Luis. Recibió su maestría en 1956 y su doctorado en 1958 de la Universidad de Iowa. Fue distinguido profesor visitante de la Universidad de Detroit Misericordia en 1970. 
Gardner era famoso por su obsesión con el trabajo y adquirió una reputación de artesanía avanzada, ritmos suaves y una cuidada atención a la continuidad del sueño ficticio. Sus libros casi siempre tocaban el tema del poder redentor del arte. Sus libros sobre el arte de escribir ficción, El arte de la ficción y Sobre cómo convertirse en un novelista, son considerados material de referencia. Gardner es reconocido como el autor del refrán: «Sólo hay dos tramas en toda la literatura: una persona va de viaje, un extraño viene a la ciudad»
En una reseña del periódico Speculum: A Journal of Medieval Studies escrita por Sumner J. Ferris en el número de octubre de 1977 se especuló que Gardner habría cometido plagio, señalando que varios pasajes de su libro La vida y tiempos de Chaucer, supuestamente fueron sacados total o parcialmente del trabajo de otros autores sin la debida citación. Ferris sugirió caritativamente que Gardner había publicado el libro demasiado rápido, pero el 10 de abril de 1978, el crítico Peter Prescott, escribiendo para Newsweek, citó el artículo de Speculum y acusó a Gardner de plagio, una afirmación que Gardner recibió «con un suspiro».